# Mortierella longicollis
Mortierella longicollis är en svampart som beskrevs av Dixon-Stew. 1932. Mortierella longicollis ingår i släktet Mortierella och familjen Mortierellaceae.   Inga underarter finns listade i Catalogue of Life.